# 2040年代
2040年代（にせんよんじゅうねんだい）は、西暦（グレゴリオ暦）2040年から2049年までの10年間を指す十年紀。この項目では、国際的な視点に基づいた2040年代について記載する。

## 予定・予測されるできごと
- この頃までに世界人口が90億人に達する（国際連合の中位予測）。
- 国立社会保障・人口問題研究所のデータによると、日本では高齢者数が2041年から2042年にかけてピークを迎え、以降は人口が急速に減少し始めると予測している。
  - 「死亡低位」の場合は4002.7万人（2042年）、「死亡中位」の場合は3863.2万人（2042年）、「死亡高位」の場合は3725.6万人（2041年）がピークとなる[1]。

### 2040年
- この年までにホンダはガソリンエンジンを用いた自動車の生産・販売を全面停止し、販売する全ての車種を電気自動車と燃料電池自動車に切り替える予定。
- 福井県敦賀市にある研究用原子炉（新型転換炉）「ふげん」の廃炉作業が完了予定（年度内）[2]。
- 2月5日に小惑星 2011 AG5 が地球に接近。

### 2041年
- 1991年施行の借地借家法22条で規定された一般定期借地権の期限満了（50年以上）により、地主に対して更地化（建造物取壊）後の土地返還が開始される。

### 2042年
- アメリカ合衆国国勢調査局 (USCB) の推計では、この年までにアメリカ合衆国の人口に占める白人の割合が過半数を割る。
- 4月20日、鳥島近海で皆既日食が観測される。

### 2044年
- ロシア連邦軍のアルメニア駐留期限。

### 2045年
- 人工知能 (AI) に関する技術的特異点が到来する年と予測されている。
- 早ければこの頃から世界人口がピーク（81億人強）に達し、以降の世界人口は減少していく可能性がある（国連の下位予測）[3]。

### 2046年
- 米軍クラーク空軍基地の軍事基地協定の期限。1991年に返還済み。
- 香港がイギリスから、また澳門（マカオ）がポルトガルから中国に1997年に返還される前の制度維持を保証された期限。
- 第35回参議院議員通常選挙

### 2047年
- 2040年代半ばまでに、高レベル放射性廃棄物の最終処分場の操業を開始する計画になっている。

### 2048年
- 6月3日に小惑星 2007 VK184 が地球に接近。